# Hirtodrosophila danielae
Hirtodrosophila danielae är en tvåvingeart som först beskrevs av Mcevey och Bock 1982.  Hirtodrosophila danielae ingår i släktet Hirtodrosophila och familjen daggflugor. Inga underarter finns listade i Catalogue of Life.